# Knut Arnell
Knut Erik Arnell, född den 16 januari 1859 i Säbrå socken, Västernorrlands län, död den 18 december 1928 i Stockholm, var en svensk ingenjör. Han var bror till Axel, Wilhelm och Alma Arnell.
Arnell avlade filosofie kandidatexamen vid Uppsala universitet 1880 och filosofie licentiatexamen där 1887. Han promoverades till filosofie doktor i Uppsala 1889. Arnell var föreståndare för kemiska stationen i Gävle 1891–1908, därjämte överkontrollör i Gävleborgs län 1903–1908, och överingenjör i Kontrollstyrelsen 1909–1924. Han blev riddare av Nordstjärneorden 1913. Arnell vilar på Uppsala gamla kyrkogård.